# Vega del Caballo
Vega del Caballo es una localidad peruana ubicada en el distrito de Catacaos, perteneciente a la provincia y departamento de Piura, al norte del Perú. 

## Ubicación
Vega del Caballo se ubica al sureste de la provincia de Piura, en el distrito de Catacaos, en el departamento de Piura.

## Demografía
En 2017 Vega del Caballo tenía una población de 11 habitantes.
| Gráfica de evolución demográfica de Vega del Caballo entre 1993 y 2017 |
|                                                                        |
| Fuentes: Población 1993 y 2017                                         |